# Ghazi I d'Iraq
Ghāzī I d'Iraq (in arabo ﻏﺎﺯﻱ ﺑﻦ ﻓﻴﺼﻞ‎?, Ghāzī ibn Fayṣal; La Mecca, 21 marzo 1912 – Baghdad, 4 aprile 1939) fu il secondo sovrano del Regno dell'Iraq (1921-1958), succeduto a suo padre Faysal I.

## Biografia

### Infanzia
Di stirpe hascemita, dal momento che era il figlio maggiore del re Fayṣal I, gli fu affidato l'incarico di prendersi cura del nonno al-Ḥusayn ibn ʿAlī (il grande Sharīf di La Mecca, che aveva proclamato nel corso della prima guerra mondiale la rivolta araba), mentre suo padre era impegnato nelle sue attività e nei suoi viaggi. A differenza del padre, considerato un uomo di mondo, egli crebbe isolato dai suoi fratelli e senza esperienza negli affari internazionali. Lasciò l'Arabia per la Giordania con il resto della famiglia nel 1924 dopo la disfatta a opera delle forze del sultano del Najd ʿAbd al-ʿAzīz ibn Saʿūd, raggiunse Baghdad quello stesso anno e fu nominato wali l-'ahd (principe ereditario).

### Esperienza di volo
A sedici anni Ghāzī fu portato a bordo per il suo primo volo in aeroplano dall'avventuriero statunitense Richard Halliburton e dal pilota Moye Stephens; secondo la testimonianza di Halliburton atterrarono in quella che era stata la capitale temporanea del califfato abbaside, Samarra, e fecero un piccolo spuntino sulla sommità del famoso minareto a spirale della Malwiyya. L'intendente del re aveva preparato un canestro per loro e i tre consumarono un pasto a base di pollo arrosto, olive, mele, pesche, meloni e vino. A ciò si aggiunse un piatto di riso, montone al curry, pane azzimo e uva acquistata da funzionari della cittadina.
Una descrizione dell'esperienza aerea del giovane principe Ghāzī può essere letta in The Flying Carpet di Richard Halliburton.

### Re dell'Iraq
L'8 settembre 1933 il re Fayṣal I morì e Ghāzī fu incoronato come Ghāzī I. Lo stesso giorno Ghāzī fu nominato ammiraglio della flotta della Marina reale irachena, feldmaresciallo dell'esercito reale iracheno e maresciallo dell'aeronautica militare irachena.
Convinto nazionalista, contrario alle ingerenze della Gran Bretagna nel suo Paese, il regno di Ghāzī fu caratterizzato da tensioni fra i politici civili e le forze armate, che miravano ad assumere il controllo del governo, specialmente con i generali che costituivano il Quadrato d'oro.
Appoggiò nell'ottobre del 1936 il colpo di mano del generale curdo Bakr Ṣidqī, comandante della I divisione, che rimpiazzò il governo civile filo-britannico (i cui maggiori esponenti erano Nuri al-Sa'id e Ja'far al-'Askari) con uno militare, in cui erano più forti gli ideali laici nazionalisti, già espressi dal presidente turco Kemal Atatürk.
Questo fu il primo colpo di stato militare nella storia del moderno Iraq e nell'intero mondo arabo. Si disse che egli avesse simpatia per la Germania nazista e avanzò rivendicazioni sul Kuwait, che egli voleva annettere come provincia, in base ad antiche dispute risalenti alla divisione amministrativa vigente nel periodo ottomano. A questo scopo egli aprì una propria stazione radio nel suo palazzo di al-Zuhūr, dalla quale poté esprimere tali pretese con i nuovi strumenti di comunicazione di massa.
Un anno più tardi Ghāzī appoggiò un nuovo golpe, questa volta condotto dai quattro alti ufficiali che formavano il Quadrato d'oro, anch'essi caratterizzati da un acceso sentimento anti-britannico.

### Morte
Morì nel 1939 in un incidente, mentre era al volante della sua vettura sportiva. Voci insistenti affermarono che fosse stato eliminato su disposizione di Nuri al-Sa'id, longa manus della Gran Bretagna in Iraq. Suo figlio Fayṣal, di appena quattro anni, gli succedette, sotto la tutela dello zio ʿAbd al-Ilāh, di sicuri sentimenti filo-britannici.

## Onorificenze
Onorificenze irachene
Onorificenze straniere